# Laërte (Hamlet)
 (mai 2016).
Si vous disposez d'ouvrages ou d'articles de référence ou si vous connaissez des sites web de qualité traitant du thème abordé ici, merci de compléter l'article en donnant les références utiles à sa vérifiabilité et en les liant à la section « Notes et références ».
Pour le personnage de la mythologie grecque, voir Laërte.

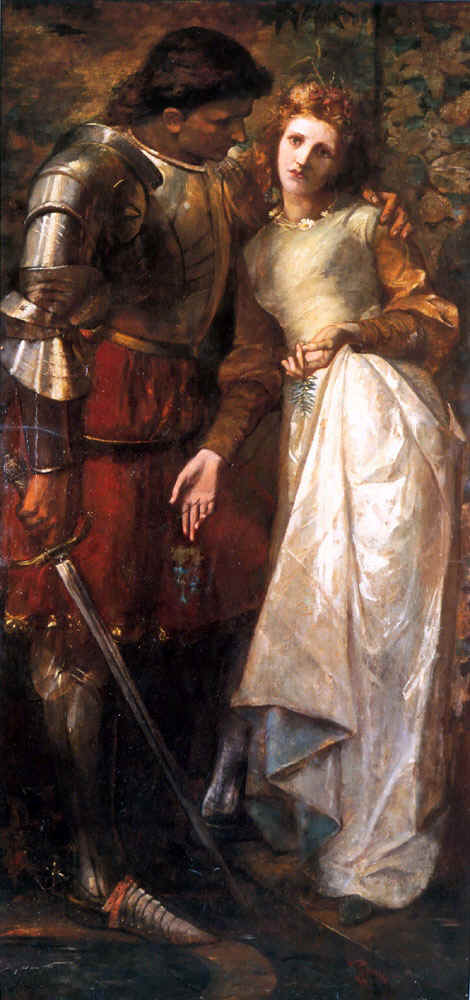
Laërte et Ophélie, huile sur toile de William Gorman Wills (1880)

Laërte est un personnage de fiction de la tragédie Hamlet, l'une des plus célèbres pièces de William Shakespeare. Le nom de ce personnage est tiré de celui du père d'Ulysse dans l’Odyssée d'Homère.

## Hamlet
Laërte est le fils de Polonius et le frère d'Ophélie, à laquelle il est profondément attaché. Pendant la majeure partie de la pièce, il est en France pour suivre ses études. Avant d'y retourner, il met en garde sa sœur au sujet de sa relation amoureuse avec le prince Hamlet.
En l'absence de Laërte, Hamlet tue accidentellement Polonius à travers une tapisserie dans la chambre de la reine Gertrude. Après avoir appris la nouvelle, Laërte revient au Danemark, entraînant avec lui une foule de Danois pour assiéger le château. Une fois arrivé, il confronte le roi Claudius, croyant qu'il est l'assassin de son père. Claudius lui révèle l'identité du véritable meurtrier et le manipule afin que Laërte tue Hamlet.
Plus tard, Laërte est informé du décès d'Ophélie, noyée après être tombée d'un saule surplombant un ruisseau. Sa mort le décide à se venger d'Hamlet. Cependant, lors des funérailles de sa sœur, il saute dans sa tombe et supplie les fossoyeurs de l'enterrer avec elle. C'est à ce moment qu'Hamlet apparaît et saute à son tour dans la tombe d'Ophélie. Laërte s'attaque à Hamlet, mais les gardes et Horatio, l'ami d'Hamlet, les séparent.
Dans la scène suivante, Claudius organise un duel entre Hamlet et Laërte. Celui-ci s'arme d'une épée dont la lame est empoisonnée. Le Roi, quant à lui, a également prévu une coupe de vin empoisonnée pour le vainqueur, afin d'être sûr de pouvoir tuer Hamlet. Toutefois, avant le début du combat, Hamlet présente publiquement ses excuses à Laërte pour les torts qu'il lui a faits. Ce dernier les accepte, tout en prévoyant néanmoins de tuer son adversaire. Lors du combat, Hamlet se voit blessé par l'épée empoisonnée mais, plus tard, les épées sont échangées, et c'est alors lui qui blesse mortellement Laërte avec la même lame.
Après la mort de la Reine, qui a bu accidentellement la coupe empoisonnée, Laërte dévoile publiquement à Hamlet la machination de Claudius. Hamlet tue alors le Roi. Laërte demande ensuite à Hamlet d'échanger leurs pardons mutuels, avant qu'ils ne meurent finalement tous les deux.

### Représentation au cinéma
Acteurs ayant incarné Laërte au cinéma :
- Terence Morgan en 1948 (film de Laurence Olivier)
- Michael Pennington en 1969 (film de Tony Richardson)
- Nathaniel Parker en 1990 (film de Franco Zeffirelli)
- Michael Maloney en 1996 (film de Kenneth Branagh)
- Liev Schreiber en 2000 (film de Michael Almereyda)
- Tom Felton en 2018 (film de Claire McCarthy)